# Centro de Recursos Naturales Renovables de la Zona Semiárida
El Centro de Recursos Naturales Renovables de la Zona Semiárida, usualmente referido por su acrónimo, «CERZOS», es una institución pública argentina ubicada en Bahía Blanca, al sur de la Provincia de Buenos Aires, fundada el 31 de agosto de 1980. El centro está enfocado fundamentalmente en el manejo sustentable de los sistemas ecológicos dentro de la región cultivable y no-cultivable semiárida de Argentina y para la producción de alimentos. 

## Historia
El CERZOS fue fundado en el año 1980 por la iniciativa de Osvaldo Fernández y un grupo de docentes del Departamento de Agronomía de la Universidad Nacional del Sur, por convenio entre la universidad y el CONICET.

## Investigación
El centro presenta diversas líneas de investigación organizadas en grupos. Los grupos o laboratorios de la institución son los siguientes:
- Grupo de Investigación en Apomixis
- Grupo de Investigación «Ecosistema del Pastizal»
- Grupo de Manejo Ecosistémico de Recursos en la Zona Semiárida
- Laboratorio de Micología, Fitopatología y Control Biológico (LaMiFiCoB)
- Grupo de Investigación en Bioecología y control sustentable de malezas en cultivos y áreas no cultivadas
- Grupo de Investigación en Genética Molecular y Genómica Vegetal
- Grupo de Investigación en estudios básicos y biotecnológicos en algas
- Grupo de Biotecnología de Hongos Comestibles y Medicinales (LBHCyM)
- Grupo de Investigación en relaciones cultivo-silvestre
- Laboratorio de Ecología Microbiana de Agrosistemas
- Laboratorio de Biotecnología Vegetal y Tecnología de Cultivos (LabBioVTec)
- Grupo de Investigación en Estudios Genómicos en Cereales de Invierno
- Grupo de Investigación en Ecofisiología, Dinámica Poblacional y Modelos Matemáticos para la Toma de Decisiones
- Grupo de Investigación en Mejoramiento y Restauración de Pastizales Naturales
- Grupo de Investigación en Ecología de Pastizales Naturales
- Grupo de Investigación en Propiedades Edáficas, Productividad y Ambiente
- Grupo de Investigación en Microbiología Farmacéutica
- Grupo de Investigaciones Aracnológicas del Sur (GIAS)

En sus proyectos de investigación, desarrollo y transferencia, el CERZOS se asocia con investigadores de otras universidades nacionales y del exterior, del CONICET, el INTA, además de ONG y productores particulares.